# Гигантска гагарка
Гигантска гагарка (Pinguinus impennis) е изчезнал вид птица от семейство Кайрови (Alcidae), единствен представител на род Pinguinus. Представлява нелетяща птица. Изчезва към средата на 19 век. Птицата няма връзка с пингвините, които са открити по-късно и са наименувани така поради физическото им сходство с Pinguinus impennis.
Размножава се на скалисти, изолирани острови, с лесен достъп до океана и обилен запас от храна – рядкост в природата, която предоставя малко места за размножаване на Pinguinus impennis. Когато не се размножават, птиците събират храна от водите на Северния Атлантик, достигайки до северните части на Испания, покрай бреговете на Канада, Гренландия, Исландия, Фарьорските острови, Норвегия, Ирландия и Великобритания.
Птицата е висока от 75 до 85 cm и тежи около 5 kg. Има черен гръб и бял корем. Черният клюн е тежък и крив, с прорези върху повърхността си. През лятото ѝ изниква по един бял сноп перушина над очите. През зимата губи тези снопове перушина, вместо да развива допълнително перушина. Крилата ѝ са едва 15 cm дълги и поради тази причина не са годни за летене. Вместо това, Pinguinus impennis е отличен плувец, което ѝ помага в лова. Любимата ѝ плячка е риба (Brevoortia tyrannus и Mallotus villosus) и ракообразни. Въпреки че е пъргава във вода, птицата е тромава на суша. Двойките се чифтосват за цял живот. Свиват гнезда в изключително гъсти и социални колонии, снасяйки яйца върху голите скали. Яйцето е бяло с променливи кафяви жилки. И двамата родители участват в инкубацията на яйцата за около 6 седмици, преди малките да се излюпят. Малките напускат гнездото след 2 – 3 седмици, въпреки че родителите продължават да се грижат за тях.
Pinguinus impennis играе важна роля в културите на много индиански племена, както като източник на храна, така и символически. Много хора от тези племена са били погребвани с кости от птицата. В една гробница е открит човек, който е покрит с над 200 клюна от птицата, като се предполага, че това са остатъците от пелерина, направена от кожите на Pinguinus impennis. Ранните европейски изследователи в Америка използват птицата като удобен източник на храна или като рибарска стръв, намалявайки бройката ѝ. Пухът на птицата има голямо търсене в Европа – фактор, който силно елиминира европейските популации към средата на 17 век. Учените скоро започват да осъзнават, че птицата изчезва и тя бива облагодетелствана от много от ранните екологични закони, но това се оказва неефективна мярка.
Нарастващата ѝ рядкост увеличава интереса на европейските музеи и частни колекционери към снабдяване с кожи и яйца на птицата. На 3 юни 1844 г. последните два потвърдени екземпляра са убити на остров Елдей близо до бреговете на Исландия, с което свършва и последният опит за размножаване на птицата. По-късните доклади за наблюдаване на бродещи индивиди са непотвърдени. Забелязване на Pinguinus impennis от 1852 г. се смята за последното наблюдение на член от вида.
Pinguinus impennis става първата от европейските и американските птици, която е напълно унищожена от човека. В литературата птицата е споменавана поне в няколко новели, а научното списание на Американския съюз на орнитолозите е наречен в чест на птицата.

## Разпространение
Видът е бил разпространен във Великобритания, Гренландия, Исландия, Ирландия, Канада и Фарьорските острови.